# Президентские выборы в Польше

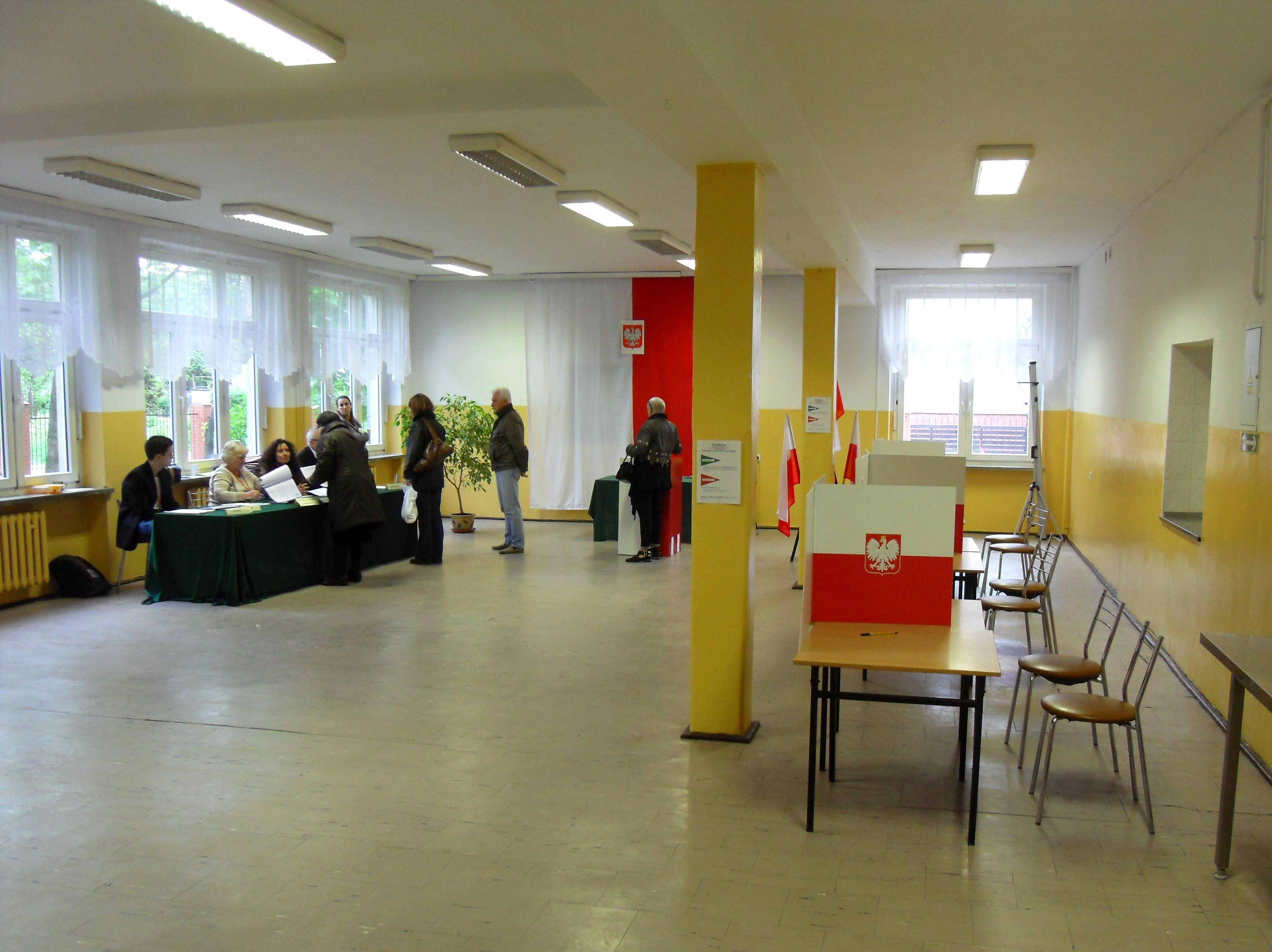
Избирательная комиссия в Гданьске на президентских выборах.

Президентские выборы в Польше — выборы, на которых избирается глава государства — Президент Республики Польша. Они проводятся каждые 5 лет по распоряжению спикера Сейма, если только по каким-либо причинам (в основном из-за смерти или отставки президента) срок полномочий президента не заканчивается раньше. Один и тот же человек может занимать пост президента только два срока. В Третьей Польской Республике осенью состоялись президентские выборы, пока ситуация не изменилась из-за смерти Леха Качиньского.

## Общая информация
Правом баллотироваться в президенты обладают все польские граждане, достигшие 35-летнего возраста, не лишённые права голоса и собравшие не менее 100 тысяч подписей в поддержку своей кандидатуры. Правом голосовать за президента имеют все совершеннолетние граждане Польши, в том числе постоянно проживающие за границей (с 2000 года они могут голосовать и во втором туре). Предполагается доступность голосования по почте.
Президент избирается на всeoбщих, рaвных, прямых выбoрaх и тaйным гoлoсoвaниeм. Для победы на президентских выборах необходиом набрать более половины всех действительных голосов. Явка избирателей не влияет на действительность выборов. Если ни один из кандидатов не набирает необходимое количество голосов, через две недели проводится второй тур голосования, в котором участвуют два кандидата, набравшие наибольшее количество голосов в первом туре. Для победы во втором туре достаточно получить больше голосов, чем другой кандидат. Если до второго тура любой из двух кандидатов, прошедших во второй тур, отзовёт свое согласие баллотироваться, потеряет право голоса или умрёт, к участию в выборах допускаются кандидат, кoтoрый при пeрвoм гoлoсoвaнии пoлучил очередное самое большое число гoлoсoв. В этом случae дaтa пoвтoрнoгo гoлoсoвaния oтклaдывaeтся ещё на 14 днeй.
В Конституции Республики Польша выборам президента посвящены статьи 127—130. Подробные правила и процедуры выдвижения кандидатов и проведения выборов, а также условия их действия изложены в разделе V "Избирательного кодекса от 5 января 2011 года (Законодательный вестник 2022 года, поз. 1277).

## Список выборов
| Год                          | Победитель | I тур | I тур | II тур | II тур | Вступление в должность |
| Год                          | Победитель | Дата | Голоса | Дата | Голоса | Вступление в должность |
| II Речь Посполитая           | II Речь Посполитая | II Речь Посполитая | II Речь Посполитая | II Речь Посполитая | II Речь Посполитая | II Речь Посполитая |
| ---------------------------- | --- | --- | --- | --- | --- | --- |
| 1922                         | Габриэль Нарутович | 9 декабря (14:10) | 62 (IV/V) | 9 декабря (19:15) | 289 | 11 декабря |
| 1922                         | Станислав Войцеховский | 20 декабря | 298 | не было | не было | 22 декабря |
| 1926                         | Юзеф Пилсудский | 31 мая | 292 | не было | не было | Не принял эту должность |
| 1926                         | Игнаций Мосцицкий | 1 июня | 215 (I) | 1 июня | 281 | 4 июня |
| 1933                         | Игнаций Мосцицкий | 8 мая | 332 | не было | не было | 9 мая |
| 1939                         | В соответствии с апрельской конституцией Игнаций Мосцицкий назначил своими преемниками: Эдварда Рыдз-Смиглы, Болеслава Венява-Длугошовского и Владислава Рачкевича. | В соответствии с апрельской конституцией Игнаций Мосцицкий назначил своими преемниками: Эдварда Рыдз-Смиглы, Болеслава Венява-Длугошовского и Владислава Рачкевича. | В соответствии с апрельской конституцией Игнаций Мосцицкий назначил своими преемниками: Эдварда Рыдз-Смиглы, Болеслава Венява-Длугошовского и Владислава Рачкевича. | В соответствии с апрельской конституцией Игнаций Мосцицкий назначил своими преемниками: Эдварда Рыдз-Смиглы, Болеслава Венява-Длугошовского и Владислава Рачкевича. | В соответствии с апрельской конституцией Игнаций Мосцицкий назначил своими преемниками: Эдварда Рыдз-Смиглы, Болеслава Венява-Длугошовского и Владислава Рачкевича. | В соответствии с апрельской конституцией Игнаций Мосцицкий назначил своими преемниками: Эдварда Рыдз-Смиглы, Болеслава Венява-Длугошовского и Владислава Рачкевича. |
| Польская Народная Республика | | | | | | |
| 1947                         | Болеслав Берут | 5 февраля | 443 | не было | не было | 5 февраля |
| 1989                         | Войцех Ярузельский | 19 июля | 270 (50,28 %) | не было | не было | 19 июля |
| III Речь Посполитая          | | | | | | |
| 1990                         | Лех Валенса | 25 ноября | 6 569 889 (39,96 %) | 9 декабря | 10 622 696 (74,25 %) | 22 декабря |
| 1995                         | Александр Квасьневский | 5 ноября | 6 275 670 (35,11 %) | 19 ноября | 9 704 439 (51,72 %) | 23 декабря |
| 2000                         | Александр Квасьневский | 8 октября | 9 485 224 (53,90 %) | не было | не было | 23 декабря |
| 2005                         | Лех Качиньский | 9 октября | 4 947 927 (33,10 %) (II-е) | 23 октября | 8 257 468 (54,04 %) | 23 декабря |
| 2010                         | Бронислав Коморовский | 20 июня | 6 981 319 (41,54 %) | 4 июля | 8 933 887 (53,01 %) | 6 августа |
| 2015                         | Анджей Дуда | 10 мая | 5 179 092 (34,76 %) | 24 мая | 8 630 627 (51,55 %) | 6 августа |
| 2020 (I)                     | не было | не было | не было | не было | не было | не было |
| 2020 (II)                    | Анджей Дуда | 28 июня | 8 450 513 (43,50 %) | 12 июля | 10 440 648 (51,03 %) | 6 августа |
| 2025                         | Кароль Навроцкий | 18 мая | 5 790 804 (29,54 %) | 1 июня | 10 606 877 (50,89 %) | 6 августа |

1. ↑  Президента выбирали обе палаты парламента.
2. ↑  Габриэль Нарутович был избран в 5-м туре.
3. 1 2 3  На пост президента баллотировался только один кандидат.
4. ↑  Президент Республики Польша был избран Сеймом, так как Сената в то время не было.
5. ↑  Александр Квасьневский был избран в первом туре, сразу получив абсолютное большинство.